# 長谷川修 (原子力工学者)
長谷川 修（はせがわ しゅう、1926年2月28日 - 2001年7月13日）は、日本の原子力工学者。九州大学名誉教授。元日本伝熱学会会長。従三位勲二等瑞宝章。

## 経歴
福岡市に生まれる。福岡県中学修猷館を経て、1947年九州帝国大学工学部機械工学科を卒業する。
卒業後、日立製作所栃木工場に勤務した後、1955年九州大学生産科学研究所助手となる。1956年から日本原子力研究所動力炉開発部に勤務し、九州大学に復帰した1959年に工学部助教授となり、1961年工学博士、1962年九州大学工学部教授に就任する。1967年より1年間米国、英国、西ドイツに留学する。1984年より2年間九州大学工学部長を務め、1986年日本伝熱学会会長。1989年退官する。
退官後、1989年久留米工業高等専門学校校長に就任。1994年久留米工業大学学長に就任し1998年まで務めている。
1999年、勲二等瑞宝章受章。2001年叙従三位。